# Don Adams
Donald James Yarmy, de nombre artístico Don Adams (Nueva York, 13 de abril de 1923-Los Ángeles, 25 de septiembre de 2005), fue un actor, comediante y director de televisión estadounidense que en sus cinco décadas de televisión fue conocido sobre todo por su papel de Maxwell Smart en la serie Superagente 86, por la cual recibió tres premios Emmy.

## Biografía
Fue registrado, al nacer, con el nombre de Donald James Yarmy y tenía ascendencia irlandesa y húngara.

## Servicio en la Segunda Guerra Mundial
A finales  de 1941, se unió a la Marina de los Estados Unidos. Reportó a la unidad del primer Batallón de Entrenamiento en New River, Carolina del Norte y fue asignado a la compañía I del Tercer Batallón del Octavo Cuerpo de Marines en San Diego, California.
En mayo de 1942, la unidad de Yarmy fue transportada a Samoa para un entrenamiento lejano y participando en la Batalla de Guadalcanal en agosto de 1942 en el Teatro de Operaciones del Pacífico. Durante un asalto en la base naval japonesa en la isla vecina de Tulagi, Yarmy sirvió como francotirador, la isla fue defendida ferozmente, Yarmy sufrió heridas por un francotirador japonés. Fue el único sobreviviendo de su pelotón. Posteriormente contrajo la enfermedad llamada fiebre de las aguas negras, una complicación seria y mortal de la malaria, por tener mortalidad cercana al 90% y la recuperación en el frente fue obstaculizada por las horrendas condiciones del campo de batalla. No pensaba que se recuperaría. Yarmi fue evacuado y estuvo hospitalizado por más de un año en el Hospital Naval en Wellington, Nueva Zelanda. Fue premiado con el Corazón Púrpura. Después de su recuperación, Yarmy sirvió como instructor perforador de la Marina en los Estados Unidos, con el rango de cabo. Fue un experto tirador y notable por su competencia.

## Trayectoria
Después de la guerra, se embarcó en su carrera artística como imitador y cómico, en pequeños clubes de Florida y Washington. En 1945, se casó con la cantante Adelaide Adams, de la cual tomó su apellido, cansado de ser último en la lista alfabética de las audiciones. A principios de la década de 1960, había logrado ganarse un lugar en la televisión, con sus intervenciones y sketches, que él mismo escribía, en The Bill Dana Show.

### Superagente 86
En 1965, Adams protagoniza la serie de televisión "Get Smart", con guiones de Mel Brooks y Buck Henry, parodia de las series de espionaje de la época. En ella, Adams interpretaba a Maxwell Smart, un agente secreto, torpe y no muy inteligente.
El éxito de la serie fue inmediato y ganó en dos ocasiones el premio Emmy como mejor comedia y en tres ocasiones le dio el galardón a Adams como mejor intérprete de comedia. Adams también escribió y dirigió varios episodios de la serie, que duró cinco temporadas. Es reconocido como uno de los más divertidos y populares comediantes de su generación.
Aunque nunca dejaría de trabajar en el medio televisivo, en series como The Partners y The Love Boat durante la década de 1970, Adams quedaría marcado profesionalmente, de manera inevitable, por su trabajo en El superagente 86.
Su popularidad se redujo un tanto tras el fin de la serie, pero Adams, también excelente y solicitado actor de doblaje, recuperó éxito y prestigio en la década de 1980. Tras protagonizar en 1980 la película The Nude Bomb, una adaptación cinematográfica de las aventuras de Maxwell Smart, triunfó de nuevo al prestar su voz en otra serie de éxito: Inspector Gadget.
En 1985, protagonizó la comedia Check it out, en la que interpretó durante tres temporadas a Howard Bannister, el gerente de una cadena de supermercados.
En 1989 reapareció Adams en el filme Get Smart, again! en el rol que le llevó a la fama (Maxwell Smart). La película tuvo de retorno también a personajes como la agente 99 (Barbara Feldon), Hymie o Jaime (Dick Gautier, Larrabee (Robert Karvelas) y villanos como Siegfried (Bernie Kopell). En 1995 hubo un frustrado intento de retorno de la serie televisiva de los años 60, que sólo permanecería al aire durante siete episodios, y obligó a Adams a abandonar definitivamente el personaje. Sus últimos trabajos se desarrollaron en el mundo del doblaje.

## Vida familiar
Adams se casó tres veces: Adelaide Efantis Adams (1945–1960) (divorciados, con quien tuvo cuatro hijos), Dorothy Bracken (1960–1976) (divorciados, con quien tuvo dos hijos) y Judy Luciano (1977-1990) (divorciados, con quien tuvo un hijo).
Su salud se deterioró en sus últimos años con la aparición de linfoma óseo y una fractura de cadera,agravado después de la muerte de su hija, la actriz y directora Cecily Adams, en el año 2004. Adams falleció de bronconeumonía en el Centro Médico Cedars-Sinaí, en Los Ángeles, el 25 de septiembre del 2005.

## Premios y reconocimientos
Es el primer artista en obtener tres premios Emmy consecutivos, como Mejor Intérprete de Comedia, siempre por unanimidad del jurado, en 1966, 1967 y 1968; algo que jamás logró ningún otro programa.

## Filmografía

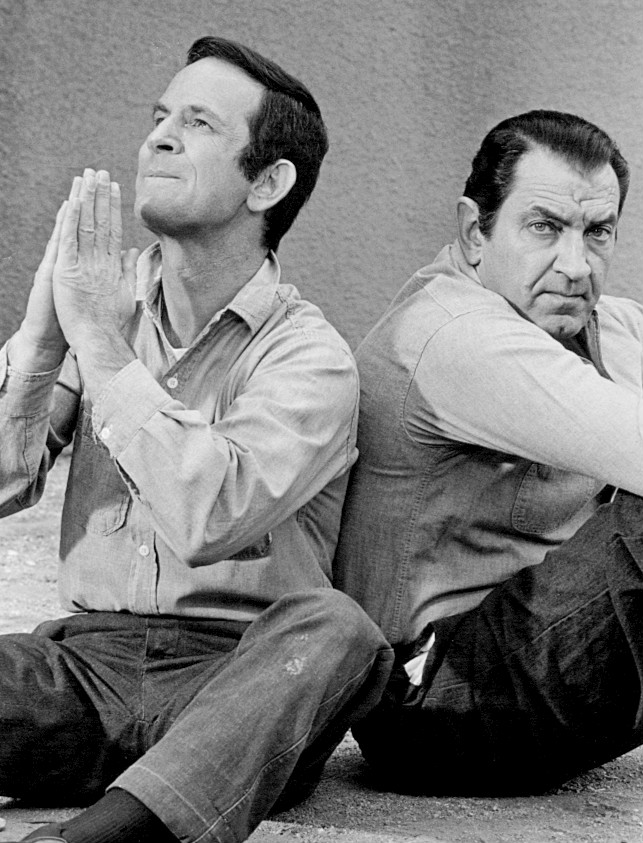
Don Adams y Bruce Gordon en "The Partners" (1972).

- "Tennessee Tuxedo and His Tales" (1963) Serie de televisión (voz) .... Tennessee Tuxedo
- "The Bill Dana Show" (6 episodios, 1963-1964)
- Superagente 86 .... Maxwell Smart / ... (138 episodios, 1965-1970)
- Confessions of a Top Crime Buster (1971) (TV) .... Detective Lennie Crooke
- "The Partners" .... Detective Lennie Crooke (20 episodios, 1971-1972)
- Saga of Sonora (1973) (TV)
- The Love Boat (1976) (TV) .... Donald Richardson
- Three Times Daley (1976) (TV) .... Bob Daley
- The Love Boat .... Bill Robinson (5 episodios, 1978-1984)
- "La isla de la fantasía" .... Cornelius Wieselfarber (1 episodio, 1979)
- Murder Can Hurt You (1980) (TV) (voz) .... Narrador
- The Nude Bomb (1980) .... Maxwell Smart
- Jimmy the Kid (1982) .... Harry Walker
- Inspector Gadget .... Gadget (86 episodios, 1983-1986)
- The Fall Guy .... Sheriff (1 episodio, 1984)
- Check It Out! .... Howard Bannister (1985)
- Back to the Beach (1987)
- Get Smart, Again! (1989) (TV) .... Maxwell Smart
- Get Smart .... Jefe Maxwell Smart (7 episodios, 1995)
- Gadget Boy (1995–1996) Serie de televisión (voz) .... Gadget Boy
- Inspector Gadget's Field Trip .... Inspector Gadget (18 episodios, 1996)
- Nick Freno: Licensed Teacher .... Principal (1 episodio, 1997)
- Inspector Gadget (1999) (voz)
- Pepper Ann .... Principal Hickey (4 episodios, 1999-2000)